# 대한민국 형법 제209조
대한민국 형법 제209조는 형법 제207조 또는 형법 제208조의 죄를 범하여 유기징역에 처한 경우의 자격정지 또는 벌금의 병과에 관한 형법 각칙의 조문이다. 외국인이 한국 밖에서 이 범죄를 저지르더라도 예외적으로 처벌하고 있다

## 조문
제209조 【자격정지 또는 벌금의 병과】
제207조 또는 제208조의 죄를 범하여 유기징역에 처할 경우에는 10년 이하의 자격정지 또는 2천만원 이하의 벌금을 병과할 수 있다.

## 판례
1. ↑  대한민국 형법 제5조(외국인의 국외범)